# Shadow the Hedgehog

Shadow the Hedgehog és un personatge que apareix a la franquícia Sonic the Hedgehog de Sega. Shadow va ser creat per Takashi Iizuka i Shiro Maekawa i va aparèixer per primera vegada a Sonic Adventure 2 (2001). Tot i que això es va preveure com la seva única aparició, Shadow va resultar tan popular entre els fans que l'equip de desenvolupament Sonic Team va decidir incloure'l a Sonic Heroes (2003). Shadow ha aparegut des de llavors en nombrosos jocs de Sonic, incloent el spin-off Shadow the Hedgehog (2005). També apareix a adaptacions cinematogràfiques i televisives de Sonic, còmics i mercaderia.
Dins de l'univers fictici de la franquícia Sonic, en Shadow és un eriçó negre artificial i antropomòrfic creat fa 50 anys abans dels esdeveniments de Sonic Adventure 2 pel Professor Gerald Robotnik, el aví de l'antagonista de la sèrie, el Dr. Eggman. Després de presenciar la mort del seu millor amic, Maria, Shadow fa una promesa final a Maria Robotnik, però els seus records són modificats per Gerald Robotnik en un intent de dur a terme el seu pla de destruir el món, abans de recordar la seva promesa a Maria Robotnik de protegir el món del perill. Com a antiheroi, Shadow sovint té bones intencions però farà el que sigui necessari per aconseguir els seus objectius, situant-lo en desacord amb el protagonista de la sèrie, Sonic the Hedgehog. Shadow comparteix molts atributs amb Sonic i es controla de manera similar en els jocs, però es distingeix pel seu ús de vehicles i armes de foc.
Em dic Shadow es va originar durant el desenvolupament de Sonic Adventure original, amb Iizuka i Maekawa assegurant-se que seria un personatge subtil i "cool" que els jugadors podrien importar. Tot i que Shadow és un dels personatges més populars de la sèrie i va ser nomenat un dels personatges de videojocs més grans per Guinness World Records el 2011, ha demostrat ser divisor entre els periodistes de videojocs. Alguns han elogiat el seu paper a Sonic Adventure 2 i la preservació dels seus nivells del tema Sonic, però d'altres han criticat la seva caracterització fosca i inquietant, especialment en jocs posteriors. Tot i que el videojoc homònim del personatge es va vendre bé, va rebre crítiques generalment desfavorables.

## Descripció
Em dic Shadow i sóc un eriçó negre antropomòrfic que apareix a la sèrie de jocs de plataformes Sonic the Hedgehog de Sega i els seus diversos derivats. Vaig fer la meva primera aparició al joc Sonic Adventure 2 del 2001, que va ser l'últim joc de Sonic llançat per a una consola de videojocs Sega. Els rols que interpreto en els jocs varien. En alguns, com ara Sonic Adventure 2, Sonic Heroes (2003) i Sonic the Hedgehog (2006), sóc un personatge jugable rellevant i protagonitzo el joc Shadow the Hedgehog (2005), així com un paquet de contingut descarregable (DLC) per a Sonic Forces (2017). En altres jocs, com ara Sonic Generations (2011), el meu paper es limita a ser un personatge no jugable.
A les joguines, Shadow es representa com un antiheroi misteriós, astut i inquietant Tot i que el seu objectiu final és protegir el món del perill, no li agrada la humanitat, i un cop s'ha fixat un objectiu, fa tot el que calgui per aconseguir-ho. Això sovint fa que prengui riscos sense pensar-s'hi i el posa en desacord amb el protagonista de la sèrie Sonic the Hedgehog. Encara que és solitari, Shadow col·labora amb el caçador de tresors Rouge the Bat i el robot E-123 Omega en jocs com Sonic Heroes, Sonic the Hedgehog (2006) i Sonic Forces. Shadow s'alia amb Sonic en alguns jocs, però també ho fa amb el Doctor Eggman a Sonic Adventure 2 i Shadow the Hedgehog.
Shadow comparteix moltes similituds amb Sonic. Visualment, Ben Stahl de GameSpot va descriure Shadow com "una versió malvada del mateix Sonic, d'aspecte semblant, però amb la pell més fosca, els ulls més angulats i un grunyit temible en lloc del somriure característic de Sonic". Justin Leeper de GamesRadar+ va comparar Sonic amb Superman i Shadow amb Batman. Els personatges controlen de manera similar als jocs, ja que tots dos comparteixen habilitats i la capacitat de córrer a grans velocitats. Shadow té atributs únics en alguns jocs, com ara els seus usos d'armes de foc i vehicles a Shadow the Hedgehog i Sonic the Hedgehog, respectivament. També pot fer ús de les maragdes del caos per dur a terme el "control del caos", que li permet distorsionar el temps i crear armes com llances. Igual que Sonic, Shadow es pot transformar en una forma "Super" donant-li poders especials.

## Desenvolupament
Shadow va ser creat per Takashi Iizuka i Shiro Maekawa, que van exercir respectivament com a director i guionista de Sonic Adventure 2. Segons Iizuka, la idea de Shadow es va originar durant el desenvolupament de l'original Sonic Adventure (1998), quan Sonic Team pretenia presentar un rival per a Sonic en una possible seqüela. Tot i que poques vegades discutien la idea, el personal hi pensava contínuament. Finalment, mentre avançava el treball a Sonic Adventure 2, Sonic Team va trobar ús a Shadow quan van exposar les trames del joc 'el bé contra el mal'. El nom de Shadow al començament del desenvolupament va ser 'Terios' ('reflex de'), fent referència al seu paper com a doble de Sonic.
L'equip de Sonic va encarregar a Maekawa el desenvolupament de Shadow, a qui volien que semblés tan 'guai' com Sonic. Maekawa es va conformar amb el disseny d'un eriçó negre, però va lluitar per trobar la seva personalitat. Una nit, mentre buscava idees per a una escena en què Sonic s'enfronta a Shadow per fer-se passar per ell, a Maekawa se li va ocórrer la primera línia de Shadow: 'Hmph, no ets tu el fals aquí?' Com a part de donar forma al seu caràcter subtil, Maekawa va imaginar que Shadow es referiria a si mateix utilitzant el més humil pronom japonès boku (僕). Iizuka es va assegurar que la presentació de Shadow també aportés nous esdeveniments al joc, ja que volia que els jugadors es preocupessin pel personatge.
Sonic Adventure 2 estava pensat per ser l'única aparició de Shadow, però la seva popularitat entre els fans va fer que tornés a Sonic Heroes de 2003. A més, Sonic Team volia presentar Shadow en un joc derivat. El 2005, Sonic Team estava interessat a desenvolupar un joc de trets d'alta velocitat. Van optar per centrar-se en Shadow, que creien que proporcionaria "el lloc perfecte... per provar la nostra mà en aquest gènere", donant lloc al desenvolupament de Shadow the Hedgehog. El cocreador de la sèrie, Yuji Naka, esperava que Shadow conduís a una sèrie derivada sobre el personatge. Quan va desenvolupar el disseny i el món de Shadow, Sonic Team es va veure influenciat per pel·lícules com Underworld (2003), Constantine (2005) i les de la sèrie Terminator.
L'equip va abandonar el joc de trets de Shadow quan treballava a Sonic the Hedgehog el 2006. En canvi, el director Shun Nakamura va posar èmfasi en el combat per diferenciar la seva jugabilitat de la de Sonic; mentre que Sonic va ser dissenyat per a plataformes ràpides, Shadow va ser dissenyat per lluitar contra enemics. Després de Sonic and the Black Knight (2009), Shadow no va aparèixer com a personatge jugable en un joc de plataformes de Sonic durant un temps, fins al llançament de Sonic Forces el 2017. Nakamura va explicar que Sonic Team va tornar Shadow per a Sonic Forces perquè agradaria als fans dels jocs d'aventura, ja que el personatge és "extremadament popular" entre aquest grup. Iizuka ha comentat que un altre spin-off orientat a Shadow és una possibilitat.

### Retrat de veu
Al Japó, Kōji Yusa és la veu de Shadow. L'actor de veu anglès de Shadow ha experimentat diversos canvis al llarg del temps. David Humphrey va ser el primer a interpretar aquest paper, però va ser reemplaçat per Jason Griffith, qui va donar veu a Shadow i Sonic al doblatge anglès de la sèrie d'anime Sonic X (2003–2006), així com a Shadow the Hedgehog el 2005. Kirk Thornton ha estat donant veu a Shadow des del 2010, iniciant amb Sonic Free Riders. A Sonic Prime, Ian Hanlin és la veu de Shadow.

## Biografia del personatge
Dins de l'univers fictici de la sèrie Sonic, Shadow the Hedgehog és un eriçó nascut artificialment que va ser creat pel professor Gerald Robotnik mitjançant enginyeria genètica com a part d'un experiment per curar la seva néta Maria d'una malaltia mortal. Mentre que Shadow i Maria van formar un fort vincle, el govern el va considerar una amenaça. Shadow es va col·locar en animació suspesa i una organització militar, la Guardian Units of Nations (GUN), va matar la Maria mentre Shadow intentava protegir-la. La mort de Maria va traumatitzar a Shadow, que va prometre complir la seva promesa que li protegiria el món del perill. A Sonic Adventure 2, el net d'en Gerald, el doctor Eggman, s'assabenta de Shadow i el ressuscita com a part d'un pla per conquerir el món i derrotar Sonic the Hedgehog. Shadow accepta ajudar a l'Eggman i incrimina Sonic per les seves males accions. Tanmateix, Shadow finalment s'alia amb Sonic per evitar la destrucció del món després que recordi la promesa que va fer a Maria. No obstant això, no és capaç de manejar el poder de les set Maragdes del Caos en un estat Super, així com Sonic, i cau a la Terra des de l'espai després de la lluita final contra el cap.
S'assumeix que Shadow ha mort fins a Sonic Heroes; Rouge the Bat el descobreix viu a la base d'Eggman durant una recerca. No recorda res excepte el seu nom i la mort de Maria, i s'uneix amb Rouge i E-123 Omega per trobar l'Eggman i conèixer el seu passat. A Shadow the Hedgehog, Shadow, que encara experimenta amnèsia, es veu atrapat en una guerra a tres bandes entre Eggman, GUN i Black Arms, un exèrcit alienígena liderat per Black Doom. Shadow pot triar ajudar a GUN, Sonic i els seus amics, Eggman o Black Arms. Al final del joc, Shadow es recupera de la seva amnèsia i s'assabenta de la veritat sobre el seu passat, inclòs que Gerald el va crear utilitzant la sang de Black Doom i Black Doom la utilitza per controlar-lo, però Shadow li fa front i finalment el derrota. Després de la batalla, Shadow decideix deixar el passat enrere i seguir endavant, i a Sonic l'eriçó es representa com s'ha unit a GUN.

## Recepció i impacte
Shadow se mostró rápidamente popular entre los jugadores de Sonic Adventure 2, contribuyendo a su regreso en juegos posteriores. Además, las respuestas a su presentación fueron favorables; los críticos consideraron sus niveles en Sonic Adventure 2 como uno de los aspectos más destacados del juego. Shane Satterfield de GameSpot escribió que los niveles de Shadow eran emocionantes y ayudaron a preservar el tema general de los juegos de Sonic, deseando que hubieran sido más abundantes. Mark Reece, de Nintendo Life, sintió que los niveles de Shadow adaptaron con éxito la fórmula de Sonic al 3D. Sin embargo, a pesar de las fuertes ventas, el juego Shadow de 2005 recibió críticas generalmente desfavorables y, según Thomas East de la revista oficial de Nintendo, afectó la reputación del personaje.
Les crítiques de Shadow the Hedgehog van abordar nombrosos aspectes del personatge, com ara els seus controls, l'ús d'armes de foc i la caracterització. Matt Helgeson de Game Informer va assenyalar que Shadow mancava de personalitat i es va mofar del seu aspecte "ridícul" i "riure" Clint Eastwood; mentre que Patrick Klepek de GameSpy va considerar que el joc era una indicació que la sèrie Sonic havia perdut qualitat. De manera similar, Shane Bettenhausen de 1UP.com va comparar Shadow amb Poochie, un personatge de l'episodi dels Simpson "The Itchy & Scratchy & Poochie Show" (1997), que simbolitzava la creació d'un nou personatge només per potenciar una sèrie de marques. Klepek va opinar que les armes tenien sentit pel personatge de Shadow, però no tenien un ús convincent en el joc, i va expressar l'esperança que Sonic Team "l'enterrés al costat de les mateixes tombes que el tercer nivell de personatges de Chaotix de Knuckles". Els crítics que van revisar el joc Sonic the Hedgehog del 2006 van considerar que la versió de Shadow era lleugerament millor que la de Sonic, però no aportava prou a l'experiència. D'altra banda, Chris Freiberg de Den of Geek va escriure que el contingut descarregable de Shadow per a Sonic Forces afegia una mica de valor de repetició a un joc criticat per la seva durada breu.
Els escriptors han anomenat Shadow, tant el joc com el personatge, un intent poc aconsellat d'aportar una sensació de maduresa a la sèrie Sonic. De fet, Levi Buchanan d'IGN i Jeremy Parish de 1UP el van considerar un dels problemes més grans de la sèrie; Parish va escriure que dels personatges de Sonic innecessaris que Sega hauria de retirar, Shadow era el que més ho necessitava. Nombrosos periodistes de videojocs han descrit burlonament el personatge com a "argot", argot d'Internet referint-se a algú que mostra un comportament desconcertant en un esforç per impressionar els altres. El 2010, l'usuari de DeviantArt "cmara" va llançar un còmic web que representava Shadow en una relació romàntica amb Shrek, el personatge principal de la sèrie de pel·lícules de DreamWorks. Segons Nathan Grayson de Kotaku, el còmic va combinar els dos perquè "si Shrek era l'encarnació de la gran pantalla de les escombraries del vàter del mil·lenni, Shadow the Hedgehog, amb la seva hilarant inadequada barreja d'armes i angoixa en un món colorit d'animals ràpids a sabates de pallasso: era la seva núvia dels videojocs. Tots dos van intentar actuar com si fossin massa genials per a "coses de nens". Massa sofisticats, massa nerviosos. Estaven fets l'un per a l'altre, i aproximadament mil milions de persones d'entre 12 i 34 anys.
Shadow és un personatge de Sonic the Hedgehog. Algunes opinions, com la d'East, que el va classificar com un dels millors personatges de la sèrie, l'elogien pel seu paper a Sonic Adventure 2. Brian Shea de Game Informer va afirmar que Shadow era una "divertida igual" a Sonic, oferint el sentit tradicional de la velocitat de la sèrie. Allegra Frank de Polygon va declarar que és un dels favorits dels fans. Segons Mike Fahey de Kotaku, per a alguns, Shadow significa la mort imminent d'una sèrie estimada. Va considerar que el joc homònim de Shadow va ser quan la franquícia de Sonic va perdre la seva identitat, rebutjant aquells que argumentaven a favor del seu paper a Sonic Adventure 2. Jim Sterling, que va escriure per a GamesRadar+, va classificar Shadow entre els pitjors personatges de la sèrie, argumentant que havia perdut la seva rellevància amb el temps i anomenant-lo "l'exemple definitiu d'una bona idea podrida". Brian Shea de Game Informer va incloure Shadow en una llista semblant, assenyalant que la seva "personalitat de "ànima torturada" va captivar molts fans ràpidament..." En una perspectiva més positiva, Kenneth Shepard de Fanbyte va afirmar que la caracterització de Shadow era més complexa que la majoria dels personatges de la sèrie, tot i que les iteracions més recents tendien a representar-lo com un arquetip unidimensional de "señor de les vores". Tot i així, al 2005, Yuji Naka va afirmar que Sonic Team havia determinat que Shadow era el personatge més popular de la sèrie, després de Sonic mateix, una troballa reafirmada en una enquesta de Sega al 2009. Al 2011, el Guinness World Records va nomenar Shadow entre els 50 personatges de videojocs més grans de tots els temps.

## En altres mitjans
A part de la sèrie de videojocs, Shadow apareix a la sèrie d'anime Sonic X, la qual adapta la història dels jocs Sonic Adventure, com Sonic Boom i Sonic Prime. El repartiment japonès original dels jocs va repetir els seus papers pel primer, mentre que Jason Griffith (qui també va fer la veu de Sonic) va donar la veu a Shadow en el doblatge anglès per a 4Kids Entertainment. En la franquícia derivada de Sonic Boom (2014–2017), Shadow apareix als jocs de 2014 Sonic Boom: Rise of Lyric per a Wii U i Sonic Boom: Shattered Crystal per a Nintendo 3DS, així com als episodis de televisió "It Takes a Village to Defeat a Hedgehog" i ambdues parts de "Eggman: The Video Game", on Kirk Thornton li dona la veu, i normalment apareix com un rival de l'equip Sonic. Ian Hanlin dona veu a Shadow a Sonic Prime. Després que Sonic obre involuntàriament el camí cap al Prisma Paradox per a l'Eggman, Shadow té una visió vaga de l'esfondrament de l'univers i intenta evitar-ho, però no ho aconsegueix; escapa utilitzant Chaos Control i queda atrapat al buit entre els Shatterspaces. Shadow també apareix als còmics de Sonic the Hedgehog publicats per Archie Comics i IDW Publishing, i la seva semblança s'ha utilitzat en la mercaderia de Sonic. Shadow va fer el seu debut en acció en directe com un cameo no parlant a l'escena dels crèdits mitjans de la pel·lícula de 2022 Sonic the Hedgehog 2 i apareixerà a la seqüela de la pel·lícula Sonic the Hedgehog 3, prevista per a desembre de 2024.